# Spodnja Ščavnica

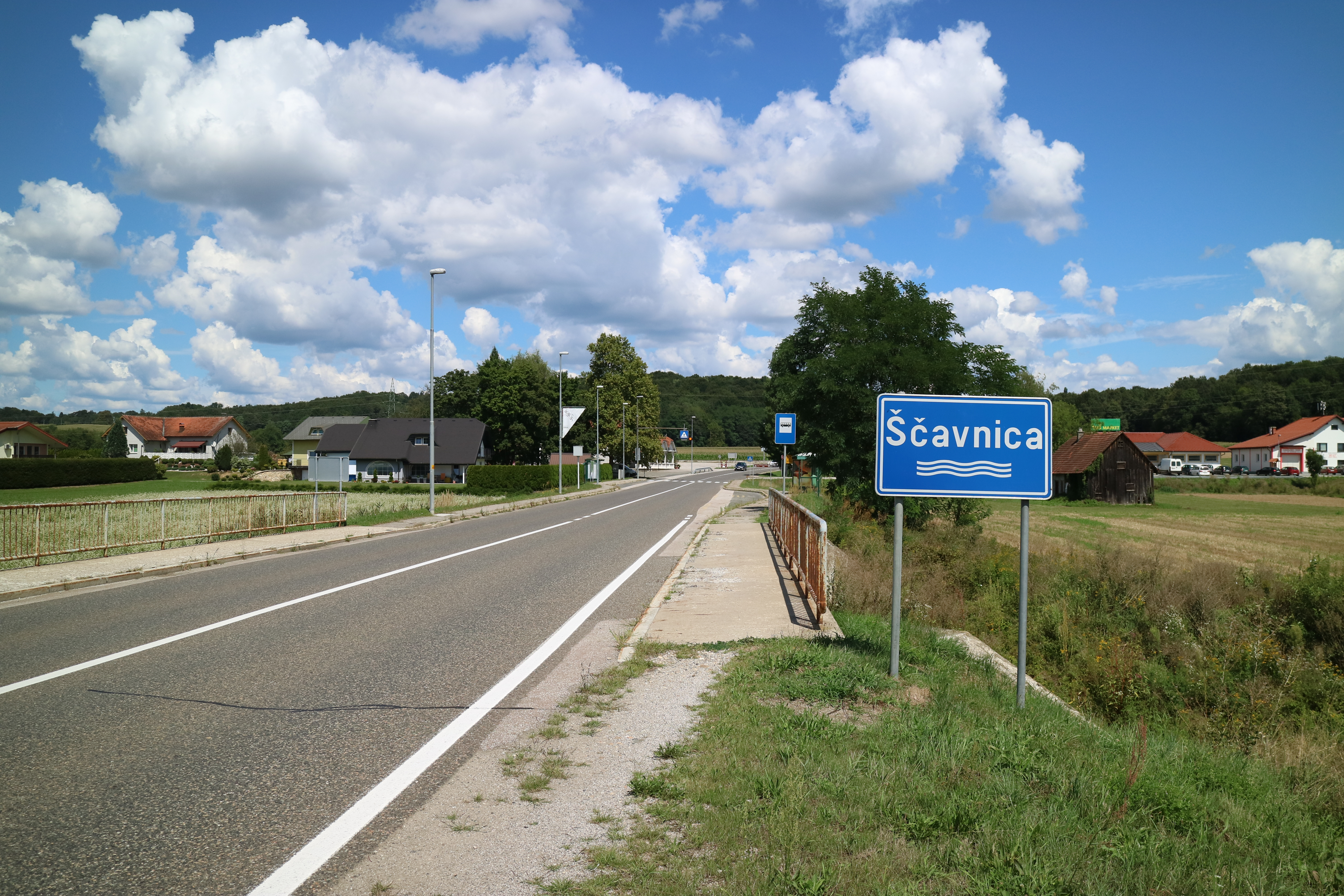
Ščavnica: indicator al unui râu în Spodnja Ščavnica, Slovenia.

Spodnja Ščavnica este o localitate din comuna Gornja Radgona, Slovenia, cu o populație de 429 de locuitori.